# 青木國太郎
青木 國太郎（あおき くにたろう、1928年8月15日 - 2020年12月2日）は、日本の政治家。東京都日の出町の元町長（5期）。日本初の75歳以上の医療費無料化など、福祉政策を積極的に推し進めたことで知られる。

## 来歴
東京府西多摩郡大久野村（現・東京都日の出町）に生まれる。1943年7月、海軍特別年少兵として第二次世界大戦に参戦。
1948年5月、大久野村役場に入庁。1982年10月、日の出町助役に就任。
1990年、日の出町長選挙に立候補し初当選。4月16日、町長就任。
バブル崩壊後、日の出町は大型開発の頓挫で税収が伸び悩み、合計特殊出生率も0.79と落ち込んでしまう。青木は、2005年から15歳以下の医療費無料化、町で使える1万円のクーポン支給を開始した。2007年、下水等普及率100％達成。
2008年、日の出町では、後期高齢者医療制度の内容に抗議する住民運動が強まっていた。地元の住民団体と町との交渉で、岩手県旧沢内村の医療費無料化の話が青木へ伝えられる。同年9月15日、青木は町主催の敬老福祉大会で、全国にさきがけて「75歳以上の医療費無料化」を宣言。突然の宣言であったが、議会での審議も通り、2009年4月、無料化は実施される。
2010年、町長を退任。退任後の橋本聖二町政においても青木の施策方針は引き継がれ、そののち町の出生率は1.82まで回復した。
2011年4月、春の叙勲において旭日小綬章を受章する。
2013年、日の出町名誉町民第1号に顕彰。
2020年12月2日、死去した。92歳没。訃報は同年12月28日の日の出町広報で公表された。死没日付をもって従五位に叙された。